# Daniel Morrison Benonia Thom
Daniel Morrison Benonia Thom (Leslie, 8 juli 1844 – Sivas, 8 december 1915) was een Schots-Amerikaanse arts en zendeling die ruim veertig jaar actief was in Mardin in het Ottomaanse Rijk. Hij werkte onder de American Board of Commissioners for Foreign Missions (ABCFM) en leverde een belangrijke bijdrage aan medische zorg en christelijk onderwijs in de regio. Thom wordt erkend als oprichter van het Mardin American Hospital in 1880.

## Biografie

### Opleiding en aankomst in Mardin
Thom werd geboren in Schotland en emigreerde later naar de Verenigde Staten, waar hij in 1874 zijn medische diploma behaalde aan het Rush Medical College. Hij arriveerde in november 1874 in Mardin. Zijn komst betekende het begin van systematische medische zorg in het zendingsstation, waar de nood hoog was door slechte sanitaire omstandigheden, ziektes als dysenterie en tyfus, en gebrek aan schoon drinkwater.

### Medisch werk en missie
Thom was de enige medische zendeling in het station van Mardin en werkte meer dan veertig jaar onafgebroken in de regio. In de beginjaren verwierf hij het Arabisch als voertaal voor de missie. Zijn medische praktijk groeide snel: in 1902 voerde hij 128 operaties uit, schreef hij 5.150 recepten voor en bracht hij 475 huisbezoeken.
In 1880 richtte hij het Mardin American Hospital op, een belangrijke ontwikkeling voor de regio. In 1905 waren er veertien Amerikaanse missieziekenhuizen in het Ottomaanse Rijk; Mardin was er één van. Tijdens Wereldoorlog I werkte Thom samen met het Ottomaanse Rijk, behandelde hij soldaten en diende als regeringsarts. Het ziekenhuis werkte toen onder het embleem van zowel het Rode Kruis als de Rode Halve Maan.
Volgens Dr. Thom was Mardin opmerkelijk gezond:
"I have visited a number of places throughout the Turkish empire, and none of them have the attractions, in a hygienic point of view, that Mardin has. We occupy a situation on a high range of mountains, outside of the city, with abundance of good water and fresh air, and all the work one can desire. Could more than this be needed in any land?"

### Gemeenschapsimpact en zendingswerk
Thom leidde jarenlang een zondagsschool met 400 leerlingen. Hij was geliefd onder de lokale bevolking en bouwde goede relaties op met zowel Aramese, Koerdische, Armeense als Turkse gemeenschappen. Hij stond bekend om zijn warme persoonlijkheid, eerlijkheid en de moed om onrecht te benoemen.
Zijn werk droeg bij aan de uitbreiding van het zendingsstation. In 1887 vertrok zendeling John Ainslie na zes jaar in Mardin naar Mosul. Rond die tijd waren Dr. Thom, William Dewey, Miss Nutting en Miss Prat in Mardin gestationeerd.
De missie groeide in omvang, maar had constant behoefte aan extra personeel. Zijn collega Olive Parmelee Andrus meldde herhaaldelijk dat hij overbelast was omdat Thom druk was met de medische zorg.

### Geweld en gezondheidsproblemen
In maart 1912 werd Thom ernstig verwond bij een gewelddadige overval. Hij werd in zijn kantoor aangevallen, over de grond gesleept en in de hals gestoken. Dankzij snelle medische hulp overleefde hij.
Na de dood van zijn tweede vrouw Helen Dewey in september 1915, werd Thom samen met Andrus en Miss Agnes Fenenga door de Ottomaanse autoriteiten uit Mardin verdreven. Na een periode in Diyarbakir en Harpoot vestigden ze zich in Sivas. Hier verzorgde Thom tyfuspatiënten in een missieziekenhuis, waar hij zelf ook besmet raakte en op 8 december 1915 overleed.

## Onderscheidingen
Thom werd onderscheiden door de Ottomaanse regering voor:
- Zijn langdurige en trouwe diensten in Mardin.
- Zijn hulp tijdens de cholera-epidemie in Diyarbakir in 1894.
- Zijn medische steun aan Turkse soldaten tijdens Wereldoorlog I.

## Erfgoed
Thom's werk vormde de basis van het medische zendingswerk in Zuidoost-Anatolië. Na zijn dood stuurde de American Board of Commissioners for Foreign Missions ander medisch personeel naar Mardin ter ondersteuning. Zijn leven toont het kruispunt tussen christelijke missie, medische zorg en interculturele samenwerking in een complexe politieke context.